# Haus der Erholung (Weimar)

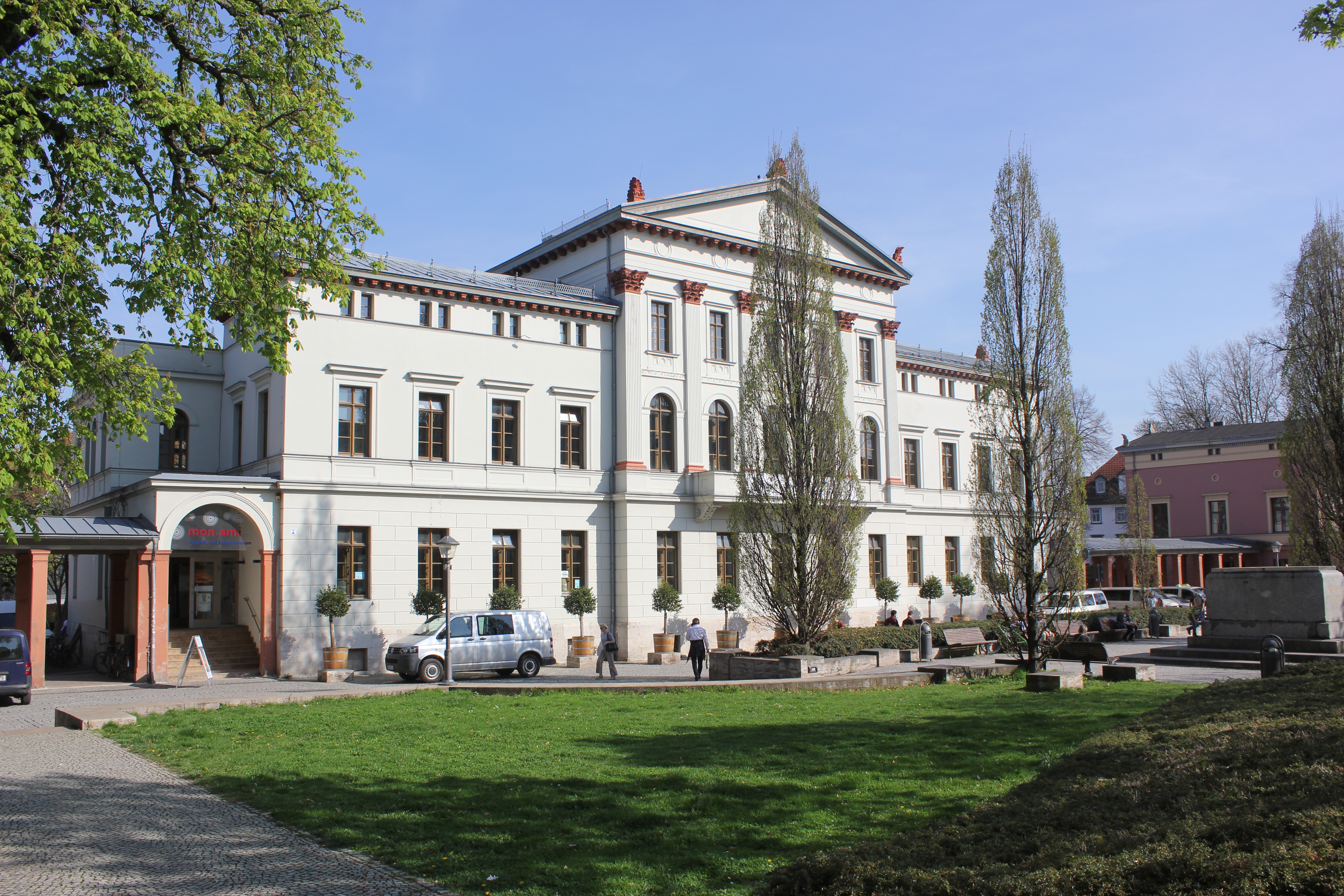
Jugendclub mon ami

Das ehemalige Haus der Erholung in Weimar, heute Jugend- und Kulturzentrum „mon ami“, auf dem Goetheplatz ist ein klassizistisches Gebäude.
In diesem Gebäude befinden sich ein Jugendclub und ein Kino verbunden mit gastronomischen Einrichtungen und Sälen. Den Entwurf zum Gebäude lieferte Carl Heinrich Ferdinand Streichhan. Über eine Pergola ist er mit dem Kasseturm verbunden. Das Vereinshaus für die „Erholungsgesellschaft“ entstand 1858 bis 1860. Bälle und Empfänge fanden auch statt, nachdem sich die Erholungsgesellschaft 1897 aufgelöst hatte. In diesem Hause gründete sich 1864 die Deutsche Shakespeare-Gesellschaft. Nach dem Krieg bis zum Ende der DDR hieß es „Klubhaus der Jugend“. Neben dem „mon ami“ befindet sich das Lesemuseum, das ebenfalls von Streichhan entworfen wurde.